# Hornosín
Hornosín (en allemand : Hornosin) est une commune du district de Strakonice, dans la région de Bohême-du-Sud, en République tchèque. Sa population s'élevait à 73 habitants en 2020.

## Géographie
Hornosín se trouve à 8 km au nord-nord-ouest de Blatná, à 26 km au nord de Strakonice, à 74 km au nord-ouest de České Budějovice et à 79 km au sud-ouest de Prague.
La commune est limitée par Bělčice au nord, à l'est et au sud-est, et par Kocelovice à l'ouest.

## Histoire
La première mention écrite du village date de 1318.